# 357 Ninina
357 Ninina (mednarodno ime je tudi 357 Ninina) je asteroid v glavnem asteroidnem pasu. Kaže značilnosti dveh tipov asteroidov (C in X).

## Odkritje
Asteroid je odkril francoski astronom Auguste Charlois ( 1864 – 1910) 11. februarja 1893 v Nici.. 
Izvor imena ni znan.

## Lastnosti
Asteroid Ninina obkroži Sonce v 5,6 letih. Njegova tirnica ima izsrednost 0,073, nagnjena pa je za 15,094° proti ekliptiki. Njegov premer je 106,10 km, okoli svoje osi se zavrti v 34,97 h .